# Інсектоїд
Інсектоїд (комахоїд) — вигадана істота, зовнішність якої схожа на комах або павукоподібних. Їх часто зображують як інопланетян, вони використовуються в науковій фантастиці та згадуються в обставинах, пов'язаних з уфологією. Термін також використовується в робототехніці для позначення деяких типів роботів, призначених для наукових або військових цілей.

## Робототехніка

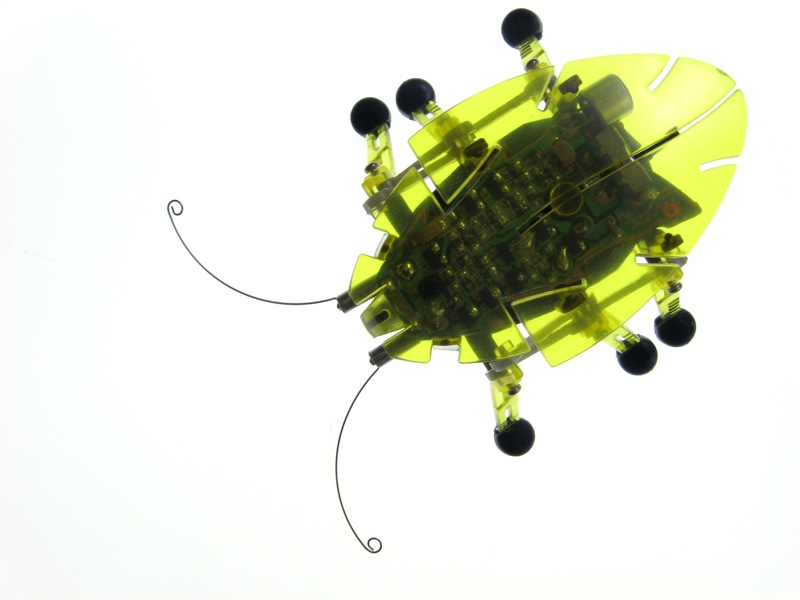
Маленький робот, створений для повторення функцій комах

У робототехніці інсектоїди — це шестиногі роботи, які використовуються в наукових або військових цілях. Дослідження продовжують мініатюризувати цих роботів для використання шпигунами або літаючими розвідниками. Інсектоїдні характеристики також можуть підвищити ефективність роботів у навігації різними місцевостями.

## Комахоїди в науковій фантастиці

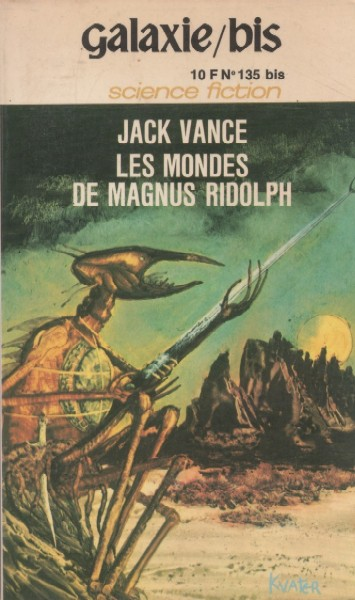
Вигаданий інопланетний комахоїд, з французького видання журналу Galaxy 1975 року, де представлено роман Джека Венса «Пригоди Магнуса Рідольфа». Ілюстрація Філіпа Лежандра-Кватера.

Комахоподібні прибульці часто зустрічаються в науковій фантастиці. Вони з'являються в класичних науково-фантастичних творах, таких як «Зоряний десант», у фільмах, таких як «Люди в чорному», у популярних телесеріалах, таких як «Зоряний шлях» і «Доктор Хто», у всесвіті «Зоряних війн», у відеоіграх, таких як StarCraft, в анімаційних фільмах, таких як Бен 10 і в коміксах від Marvel Comics і DC Comics.
У науковій фантастиці попередниками сучасних комахоїдних прибульців були жукоокі монстри з Pulp-журналів.
У фантастичних уявленнях комахоподібні прибульці зазвичай набувають негативних конотацій, але не бракує й протилежних випадків, як-от у науково-фантастичному романі «Вираховуючи Бога» (2000) Роберта Соєра, в якому раса арахноїдних прибульців об'єднується з землян, щоб відвернути космічну небезпеку.

### Список інсектоїдів
Серед найвідоміших інсектоїдів у фантастиці можна назвати:
- Павукоподібні в романі Роберта Гайнлайна «Зоряний десант».
- Транкс, у циклі романів Співдружності Людей Алана Діна Фостера
- Павукоподібні у фільмі Зоряний десант за романом Гайнлайна
- Марсіани, у фільмі Квотермасс і колодязь
- Асутра, у книзі Асутра, третій розділ циклу Дурдана Джека Венса
- Едгар, гігантський тарган у фільмі «Люди в чорному».
- Інсектоїди Зінді, в телесеріалі Зоряний шлях
- Зан у телесеріалі «Андромеда»
- Гейм у телесеріалі Вавилон 5
- Прибульці з туманності M у фільмі «Ґодзілла проти Ґайґана»
- Малмукс у телесеріалі «Доктор Хто».
- Веспіформи, у телесеріалі «Доктор Хто»
- Вайперокс у телесеріалі «Доктор Хто»
- Віррн у телесеріалі «Доктор Хто»
- Зарбі в телесеріалі «Доктор Хто»
- Колікоїди, у всесвіті Зоряних воєн
- Гент, у всесвіті Зоряних воєн
- Джеонозійці, у всесвіті Зоряних воєн
- Кіллік, у всесвіті Зоряних воєн
- Кобок, у всесвіті Зоряних воєн
- Верпін, у всесвіті Зоряних воєн
- Вратікс, у всесвіті Зоряних воєн
- Кс'тінґ, у всесвіті Зоряних воєн
- Ям'рії, у всесвіті Зоряних воєн
- Смердюча муха, в анімаційному фільмі Бен 10
- Брод, у коміксах Marvel
- Квай, у коміксах DC Comics
- Зерг, у відеогрі StarCraft
- Веспід, союзники Тау у всесвіті Warhammer 40000
- Тираниди, у всесвіті Warhammer 40000
- Хризаліди, агресивні прибульці із серії X-COM
- Одна з фракцій Рулонів у Dino Riders
- Люди Buzz-Off у різних серіалах He-Man
- Осорок в мультфільмі Зоряна брама: Безмежність
- Привид у Зоряна брама: Атлантида

## Інсектоїди в уфології та теоріях змови
У контексті повідомлень про спостереження НЛО, близькі зустрічі та викрадення інопланетянами стверджується, що в деяких випадках інопланетяни матимуть вигляд, подібний до земних комах. У класифікації інопланетних рас, розробленій уфологом Бредом Стайгером, комахоїди належали б до так званого типу Дельта. На думку деяких уфологів, цей тип інопланетян зустрічається в передбачуваних спостереженнях рідше, ніж сірі та нордики.
До 1990-х років єдиним інопланетним інсектоїдом, який зазвичай згадували уфологи, була людина-метелик; починаючи з того десятиліття, інші види інсектоїдів також увійшли в літературу про НЛО.
У 1992 році під час конференції про передбачувані викрадення інопланетянами, що відбулася в Массачусетському технологічному інституті, психолог Брайан Томпсон, дослідник феномену викрадення інопланетянами, оголосив, що няня, яку він знав, стверджувала, що бачила в 1957 році в Цинциннаті після того, як побачила НЛО, інопланетянин зростом близько 90 см із виглядом богомола. Томпсон сказав, що повідомив про це колезі-слідчому Леонарду Стрінгфілду, який відповів, що два різних свідки зробили однакові заяви про той самий рік і місце.
Психіатр Карла Тернер, яка також досліджує феномен викрадення інопланетянами, у книзі «В бахрому» (Into the fringe) повідомила про випадок чоловіка на ім'я Девід, який під час сеансу гіпнозу згадав, що був викрадений інопланетянами, схожими на богомола.
Лінда Моултон Гав, журналістка та письменниця, у книзі «Поблиски інших реалій» повідомила про деякі випадки передбачуваних зустрічей із богомолоподібними комахами-інопланетянами, зокрема жінки Лінди Портер та чоловіка Девіда Гаґґінса. Обидва стверджують, що їх викрали інопланетні інсектоїди, коли вони були дітьми, і згадали про викрадення лише в 1988 році. Книга Хоу також повідомляє про випадок іншої жінки, Жанни Робінсон, яка стверджувала, що отримувала телепатичні повідомлення від схожого на богомола інопланетного комахи. За словами Робінсона, ці інопланетні комахи були б відгалуженням більш відомих сірих.
Повідомлялося також про зустрічі з імовірними прибульцями-інсектоїдами за межами США. Вікі Кемерон, письменниця таємниць, у книзі «Досвід НЛО в Канаді» повідомила історію нібито зустрічі з комахоподібними інопланетянами, схожими на сарану, яка відбулася в Канаді в 1966 році і про яку головний герой згадував багато років потому. Канадський уфолог Мартін Ясек також повідомив про випадок нібито викрадення людини сарановими комахами, який нібито стався в Юконі (Канада) у вересні 1987 року.
У контексті теорій змови про НЛО виникли різні ідеї та припущення про цей передбачуваний тип прибульців, про які часто повідомляють без точних підтверджуючих джерел.
Як і інші передбачувані типи прибульців, інсектоїди також є предметом історій контактерів. Райлі Мартін у книзі «Пришестя Тана» стверджував, що на материнському кораблі, який обертається навколо Сатурна, будуть представники семи інопланетних рас, включаючи расу комахоїдів, скрідів.
На думку деяких прихильників психосоціальної гіпотези про НЛО, феномен інсектоїдних прибульців можна пояснити впливом культурних факторів. Мартін Коттмаєр зазначив, що гігантські богомоли, навіть якщо вони не були інопланетянами, були головними героями таких фільмів, як «Смертельний богомол» ( 1957) і «Син Ґодзілли» (怪獣島の決戦 ゴジラの息子, Kaijū-tō no Kessen: Gojira no Мусуко, 1968). Інопланетний богомол на ім'я Зорак з'явився в дитячому шоу Space Ghost, яке транслювалося в США в 1966 році . Інопланетяни у формі коників з'явилися у фільмі «Квотермасс і колодязь» 1967 року, заснованому на однойменному телесеріалі 1958 року. Очевидно, робить висновок Котмайєр, цей вид комах особливо підходить для того, щоб стати об'єктом імпульсів страху та жаху.

## Примітка
1. ↑  Scientists developing small robotic drones to become part of Air Force's arsenal
2. ↑  Insectoid robot mimics animal walking styles
3. ↑  Andrea Pritchard, David E. Pritchard, John E. Mack, Pam Kasey, Claudia Yapp- Alien Discussion: Proceeding of the Abduction Study Conference Held at M.I.T. Cambridge, North Cambridge Press, Cambridge, Massachusetts, 1995
4. ↑  Karla Turner, Into the fringe, Berkley Books, New York, 1992
5. ↑  Linda Howe, Glimpses of Other Realities-Vol. I: Fact and Eyewitnesses, LMH, 1993
6. ↑  Linda Howe, Glimpses of Other Realities-Vol. II: High Strangeness, Paper Chase Press, New Orleans, 1998
7. ↑  Vicki Cameron, Don't tell anyone but… UFO experiences in Canada, The General Store Publishing House, Burnstown, Ontario, 1995
8. ↑  Insectoid abduction: The North Canola Road incident. Архів оригіналу за 31 травня 2013. Процитовано 14 жовтня 2023. [Архівовано 2013-05-31 у Wayback Machine.]
9. ↑  Riley Martin, The coming of Tan, Historicity Productions, New Hope, Pennsylvania, 1995
10. ↑  Martin S. Kottmeyer, Bugs Baroque, UFO Magazine, July/August 1997